# دهستان بلسبنه
بلسبنه، دهستانی از توابع بخش کوچصفهان شهرستان رشت در استان گیلان، ایران است.

## جمعیت
بر اساس سرشماری سال ۱۳۸۵جمعیت آن ۱۹۴۳۷نفر (۵۴۴۱خانوار) بوده‌است.
1. ↑  درگاه ملی آمار ایران